# Horst Loy
Horst Loy (* 21. Juni 1914 in Charlottenburg; † 31. Januar 1979 in Essen) war ein deutscher Architekt.

## Leben und Wirken
Horst Loy studierte an der Technischen Hochschule Berlin mit dem Abschluss als Diplom-Ingenieur und ging dann ein Jahr als Stipendiat nach Italien, bevor er 1949 das große Staatsexamen ablegte. Zunächst war er als Bauassessor bei verschiedenen Behörden tätig, ab 1952 freischaffender Architekt in Essen. Er war Mitglied im Bund Deutscher Architekten (BDA).
Loy war an der Planung öffentlicher Bauten, an Siedlungsprojekten, Stadtplanungen, Sakral- und Privatbauten beteiligt. Er entwarf den Neubau des im Zweiten Weltkrieg zerstörten Burggymnasiums im Stadtzentrum von Essen, der seit 2001 unter Denkmalschutz steht. „Der Neubau umfasste drei Bauabschnitte – Klassentrakt, Turnhalle und Aula […]. Es ist ein dreigeschossiger Schulbau mit vorkragendem Flachdach und wurde in Anpassung an die übrigen repräsentativen Bauten am Burgplatz mit Muschelkalk verkleidet.“ Zwischen 1956 und 1960 war Loy maßgeblich an der Planung des Neubaus des ebenfalls im Krieg zerstörten Folkwang-Museums in Essen beteiligt. Dieser gilt neben dem Duisburger Lehmbruck-Museum als einer der bedeutendsten Museumsneubauten dieser Zeit in Deutschland. Als Beispiel für die moderne Museumsarchitektur in der Bundesrepublik Deutschland zeigt der heute denkmalgeschützte Bau die Verknüpfung zwischen Architektur und Ausstellungskonzeption in den 1950er Jahren. Loy plante in dieser Zeit zudem die evangelische Dreifaltigkeitskirche in Essen-Borbeck. Von 1970 bis 1976 arbeitete Loy an der Planung des Aalto-Theaters mit.
Loy war verheiratet und Vater des Regisseurs Christof Loy.

## Werke (Auswahl)

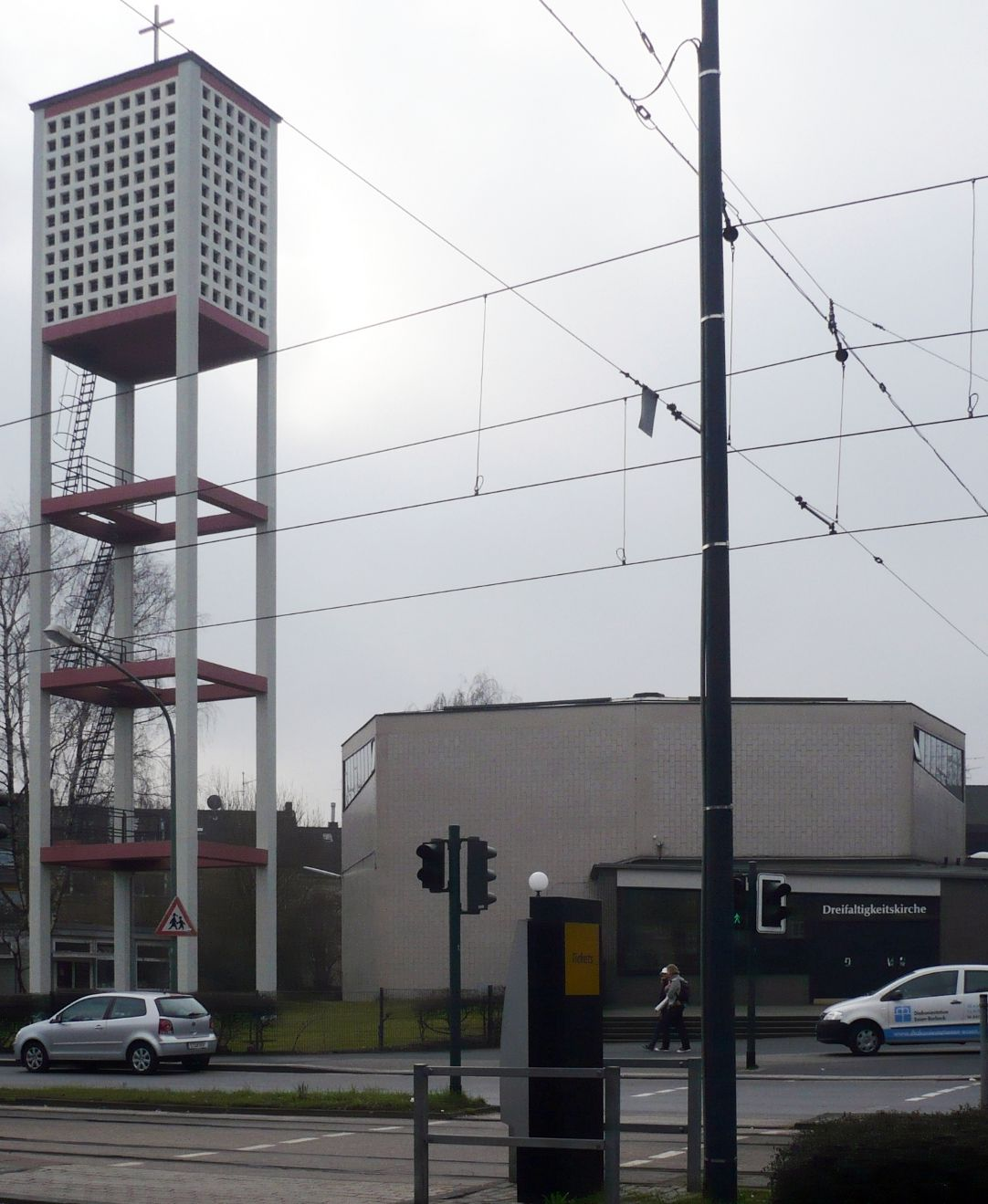
Dreifaltigkeitskirche in Essen-Borbeck

### Bauten und Entwürfe
- 1952–1956: Burggymnasium Essen
- 1954–1958: Beteiligung an Planung und Aufbau der Innenstadt von Rheinhausen
- 1956–1959: Dreifaltigkeitskirche in Essen-Borbeck
- 1956–1960: Folkwang-Museum in Essen
- 1956: Siedlung in Bodelschwingh bei Dortmund
- 1956: Siedlung in Duisburg-Walsum-Wehofen[5]
- 1961: Ingenieurschule in Essen
- 1963: Planung für das Städtische Museum Abteiberg in Mönchengladbach (nicht realisiert)

### Schriften
- Das Museum Folkwang in Essen. In: Baukunst und Werkform, 15 (1962), S. 141–143.